# يومي تاكادا
يومي تاكادا (باليابانية: 高田由美 ) (و. 1961  م) هي مؤدية صوت يابانية، ولدت في طوكيو.

## وصلات خارجية
- يومي تاكادا على موقع IMDb (الإنجليزية)
- يومي تاكادا على موقع ميوزك برينز (الإنجليزية)
- يومي تاكادا على موقع قاعدة بيانات الفيلم (الإنجليزية)
- يومي تاكادا على موقع كينوبويسك (الروسية)
- يومي تاكادا على موقع ANN person (الإنجليزية)
- يومي تاكادا في قاعدة بيانات الأفلام على الإنترنت